# امنحور (لودر)

تعديل مصدري - تعديل

امنحور هي إحدى قرى عزلة زارة بمديرية لودر التابعة لمحافظة أبين، بلغ تعداد سكانها 107 نسمة حسب تعداد اليمن لعام 2004.